# Анексија Тексаса
Анексија Тексаса била је анексија Републике Тексас 1845. године у Сједињене Америчке Државе. Тексас је постао део Уније као 28. држава 29. децембра 1845.
Република Тексас прогласила је независност од Републике Мексико 2. марта 1836. Исте године поднела је захтев за анексију Сједињеним Америчким Државама, али га је државни секретар одбио. У то време велика већина тексашког становништва фаворизовала је анексију Републике од стране Сједињених Америчких Држава. Руководство обе велике америчке политичке странке, демократа и виговаца, успротивило се увођењу Тексаса, пространог робовласничког региона, у нестабилну политичку климу контроверзних секција у Конгресу. Штавише, желели су да избегну рат са Мексиком, чија је влада одбила да призна суверенитет своје побуњене северне провинције. С падом економске среће у Тексасу почетком 1840-их, председник Републике Тексас Сем Хјустон уговорио је разговоре са Мексиком како би истражио могућност обезбеђења званичног признања независности, уз посредовање Уједињеног Краљевства.
1843. амерички председник Џон Тајлер, тада несложан ни са једном политичком странком, одлучио је независно да настави анексију Тексаса у покушају да стекне базу народне подршке још четири године на функцији. Његова званична мотивација била је надмудривање сумњивих дипломатских напора британске владе за еманципацију робова у Тексасу, што би подрило ропство у Сједињеним Америчким Државама. Тајним преговорима са администрацијом Хјустона, Тајлер је осигурао уговор о анексији у априлу 1844. Када су документи предати америчком Сенату на ратификацију, детаљи услова анексије постали су јавни и питање стицања Тексаса заузело је главно место на председничким изборима 1844. године. Демократски јужни делегати за анексију Тексаса ускратили су номинацију свом лидеру против анексије Мартину ван Бјурену на конвенцији њихове странке у мају 1844. године. У савезу са северно-демократским колегама за ширење, обезбедили су номинацију Џејмса Нокса Полка, који се кандидовао на тексашкој платформи Манифестне судбине.
У јуну 1844. године, Сенат је, већином виговаца, одлучно одбио уговор Тајлера и Тексаса. На председничким изборима 1844. године демократа и поборник анексије Полк је победио противника анексије Хенрија Клеја. У децембру 1844, председник Тајлер позвао је Конгрес да свој уговор донесу једноставне већине у свакој кући. Представнички дом којим доминирају демократије удовољио је његовом захтеву усвајањем измењеног закона којим се проширују одредбе о ропству из Тајлеровог споразума. Сенат је уско усвојио компромисну верзију закона створеног да новоизабраном председнику Полку пружи могућности непосредне анексије Тексаса или нових разговора о ревизији услова анексије.
Дана 1. марта 1845. председник Тајлер потписао је закон о анексији, а 3. марта, његовог последњег дана као председник, проследио је верзију Тексасу, нудећи тренутну анексију (која је спречила Полка). Када је Полк сутрадан ступио на дужност у подне по источном времену, подстакао је Тексас да прихвати понуду Тајлера. Тексас је ратификовао споразум уз народно одобрење Тексашана. Нацрт је потписао председник Полк 29. децембра 1845. године, прихватајући Тексас као 28. државу Уније. Тексас се формално придружио унији 19. фебруара 1846. Након анексије, односи између САД и Мексика погоршали су се због нерешеног спора око границе између Тексаса и Мексика, а Америчко-мексички рат избио је само неколико месеци касније.

## Основне информације

### Америчко територијално проширење и Тексас
Први пут мапиран од стране Шпаније 1519. године, Тексас је био део огромне шпанске империје коју су шпански конквистадори одузели од домородачког народа више од 300 година. Када су територију Луизијане преузеле Сједињене Државе од Француске 1803. године, многи у САД су веровали да нова територија обухвата делове или цео данашњи Тексас. Америчко-шпанска граница дуж северне границе Тексаса обликовала се у преговорима 1817–1819. између државног секретара Џона Квинсија Адамса и шпанског амбасадора у Сједињеним Државама Луиса де Онис Гонзалес-Варе. Границе Тексаса биле су одређене у оквиру веће геостратешке борбе за означавање граница пространих западних земаља Сједињених Држава и огромних поседа Шпаније у Северној Америци. Споразум на Флориди од 22. фебруара 1819. појавио се као компромис који је искључио Шпанију из доњег слива реке Колумбије, али је успоставио јужне границе на рекама Сабине и Ред Ривер, „правно укинувши“ све америчке тврдње да је Тексас њихов. Без обзира на то, Тексас је остао предмет ватреног интересовања америчких експанзиониста, међу њима и Томаса Џеферсона, који је очекивао коначно стицање његових плодних земаља.
Криза у Мисурију 1819–1821. изоштрила је приврженост експанзионизму међу робовласничким интересима земље, када је такозвани Томасов услов успоставио паралелу од 36°30', наметнувши будућност слободног и робовског тла у земљама Луизијане. Док је већина јужњачких конгресмена пристала на искључење ропства из највећег дела куповине Луизијане, значајна мањина се противила. Вирџинијски уредник Томас Ричи из Ричмонд Енквајерера предвидео је да ће, уз ограничења, Југу на крају бити потребан Тексас: „Ако смо затворени на северу, морамо имати простора за лактове на западу“. Представник Џон Флојд из Вирџиније 1824. оптужио је државног секретара Адамса да је уступио Тексас Шпанији 1819. у интересу северних заговорника ропства, и тако лишио Југ додатних ропских држава. Тадашњи представник Џон Тајлер из Вирџиније позвао се на Џеферсонова правила територијалног и комерцијалног раста као национални циљ да се супротстави порасту међусобних разлика у односу на ропство. Његова теорија „дифузије“ је објавила да ће са Мисуријем отвореним за ропство, нова држава подстаћи трансфер недовољно искоришћених робова на запад, испразнивши источне државе од робова и учинивши еманципацију изводљивом на старом југу. Ова доктрина би била оживљена током контроверзе о анексији Тексаса.
Када је Мексико освојио своју независност од Шпаније 1821, Сједињене Државе нису оспоравале претензије нове републике на Тексас, а оба председника Џон Квинси Адамс (1825–1829) и Ендру Џексон (1829–1837) су упорно тражили, преко званичних и незваничним каналима, безуспешно набавити цео или делове провинцијског Тексаса од мексичке владе.

### Насељавање Тексаса и независност
Шпански и староседелачки имигранти, првенствено из североисточних провинција Нове Шпаније, почели су да насељавају Тексас крајем 17. века. Шпанци су изградили ланце мисија и председништва у данашњој Луизијани, источном Тексасу и јужном Тексасу. Први ланац мисија је дизајниран за Индијанце Тејас, у близини Лос Адаеса. Убрзо након тога, Мисије Сан Антонија су основане дуж реке Сан Антонио. Град Сан Антонио, тада познат као Сан Фернандо де Бекар, основан је 1718. Почетком 1760-их, Хосе де Ескандон је створио пет насеља дуж реке Рио Гранде, укључујући Ларедо.
Англо-амерички имигранти, првенствено из јужних Сједињених Држава, почели су да емигрирају у мексички Тексас почетком 1820-их на позив тексашке фракције владе државе Coahuila y Texas, која је настојала да насели ретко насељене земље своје северне границе за памук производње. Колонизирајући емпресарио Стивен Ф. Остин управљао је регионалним пословима становништва углавном рођеног у Америци – 20% њих су били робови  – под условима великодушних државних грантова за земљиште. Мексичке власти су у почетку биле задовољне да управљају удаљеном провинцијом кроз спасоносно занемаривање, „дозвољавајући ропство под законском фикцијом 'трајног ропства под уговором', слично мексичком пеонаге систему.
Опште безакоње је преовладало на огромној граници Тексаса, а мексички грађански закони остали су углавном непромењени међу англо-америчким насељеницима. Посебно су занемарене забране ропства и принудног рада. Захтјев да сви досељеници буду католици или да пређу у католичанство такође је подметнут. Мексичке власти, схвативши да губе контролу над Тексасом и узнемирене неуспешном Фредонијанском побуном 1826, напустиле су политику бенигне владавине. Нова ограничења су наметнута 1829–1830, чиме је ропство у целој нацији забрањено и прекинута даља америчка имиграција у Тексас. Уследила је војна окупација која је изазвала локалне устанке и грађански рат. Тексашке конвенције из 1832. и 1833. поднеле су петиције за исправљање притужби како би се поништила ограничења, са ограниченим успехом. Године 1835. војска под командом мексичког председника Санта Ане ушла је на њену територију Тексаса и укинула самоуправу. Тексашани су одговорили проглашењем независности од Мексика 2. марта 1836. године. Од 20. до 21. априла, побуњеничке снаге под тексашким генералом Семом Хјустоном победиле су мексичку војску у бици код Сан Хасинта. У јуну 1836. док су их Тексашани држали у заробљеништву, Санта Ана је потписала споразум о независности Тексаса, али је мексичка влада одбила да ратификује споразум склопљен под принудом. Тексашани, који су сада де факто независни, признали су да њихова безбедност и просперитет никада не могу бити постигнути, док је Мексико порицао легитимитет њихове револуције.
У годинама након проглашења независности, миграција белих досељеника и увоз црне робовске радне снаге у огромну републику одвраћали су нерешен међународни статус Тексаса и претња обнове рата са Мексиком. Амерички грађани који су размишљали о миграцији у нову републику сматрали су да су „живот и имовина безбеднији у Сједињеним Државама“ него у независном Тексасу. Током 1840-их, глобална превелика понуда такође је изазвала пад цене памука, главног извозног производа земље. Ситуација је довела до недостатка радне снаге, смањених пореских прихода, великих државних дугова и смањене тексашке милиције.

## Администрације Џексона и Ван Бјурена
Англо-амерички имигранти који живе у новом независном Тексасу у великој мери су желели тренутну анексију од стране Сједињених Држава. Али, упркос његовој снажној подршци независности Тексаса од Мексика, тадашњи председник Ендру Џексон одложио је признање нове републике до последњег дана свог председништва како би избегао да покрене то питање током општих избора 1836. године. Џексонов политички опрез је био обавештен због забринутости севера да би Тексас потенцијално могао да формира неколико нових ропских држава и да наруши равнотежу север-југ у Конгресу.
Џексонов наследник, председник Мартин ван Бјурен, посматрао је анексију Тексаса као огромну политичку обавезу која би оснажила северну виговску опозицију против ропства – посебно ако би анексија изазвала рат са Мексиком. Представљен са формалним предлогом за анексију тексашког министра Мемукана Ханта, млађег у августу 1837, Ван Бјурен га је по кратком поступку одбио. Резолуције о анексији представљене посебно у сваком дому Конгреса биле су или озбиљно поражене или су поднете путем филибастера. После избора 1838, нови председник Тексаса Мирабо Б. Ламар повукао је понуду своје републике за анексију због ових неуспеха. Тексашани су били у ћорсокаку у вези са анексијом када је Џон Тајлер ушао у Белу кућу 1841.

## Тајлер администрација
Вилијам Хенри Харисон, председнички кандидат Виговске партије, победио је америчког председника Мартина ван Бјурена на општим изборима 1840. године. Након Харисонове смрти убрзо након његове инаугурације, потпредсједник Џон Тајлер преузео је предсједништво. Председник Тајлер је избачен из Виговске партије 1841. године јер је више пута ставио вето на њихово домаће финансијско законодавство. Тајлер, изолован и ван двостраначког мејнстрима, окренуо се спољним пословима да спасе своје председништво, сврставајући се са фракцијом за права јужних држава која је делила његове ватрене експанзионистичке ставове о ропству.
У свом првом обраћању Конгресу на посебној седници 1. јуна 1841. Тајлер је поставио сцену за анексију Тексаса објављујући своју намеру да следи експанзионистичку агенду како би очувао равнотежу између државне и националне власти и заштитио америчке институције, укључујући ропство, како би се избегао сукоб секција. Тајлерови најближи саветници су га саветовали да ће му добијање Тексаса обезбедити други мандат у Белој кући, и то је постало дубоко лична опсесија за председника, који је на стицање Тексаса гледао као на „примарни циљ своје администрације“. Тајлер је одложио директну акцију против Тексаса како би блиско сарађивао са својим државним секретаром Данијелом Вебстером на другим хитним дипломатским иницијативама.
Са Вебстер-Ашбуртоновим споразумом ратификованим 1843. Тајлер је био спреман да анексију Тексаса учини својим „главним приоритетом“. Представника Томаса В. Гилмера из Вирџиније администрација је овластила да изнесе аргументе за припајање америчком бирачком телу. У широко распрострањеном отвореном писму, схваћеном као најава планова извршне власти за Тексас, Гилмер је описао Тексас као лек за сукоб између севера и југа и економску корист за све комерцијалне интересе. Питање ропства, колико год да изазива поделе, остављено би државама да одлуче у складу са Уставом САД. Домаћи мир и национална безбедност, тврдио је Тајлер, били би резултат анектираног Тексаса; Тексас који би остао изван америчке јурисдикције би угрозио Унију. Тајлер је вешто организовао оставку свог државног секретара против анексије Данијела Вебстера и 23. јуна 1843. именовао Абела П. Апшура, заштитника права у савезној држави Вирџинији и ватреног заговорника анексије Тексаса. Ова промена кабинета је сигнализирала Тајлерову намеру да агресивно настави са анексијом Тексаса.

### Кампања Тајлер-Апшур-Калхун за Тексас
Крајем септембра 1843. године, у настојању да развије јавну подршку Тексасу, секретар Апшур је послао писмо америчком министру у Велику Британију, Едварду Еверету, изражавајући своје незадовољство британским глобалним ставом против ропства и упозоравајући њихову владу да упада у Тексас. ствари би се сматрале „равним директном мешању 'у успостављене институције Сједињених Држава'”. Кршећи дипломатске норме, Апшур је процурио саопштење у штампу како би подстакао популарна англофобична осећања међу америчким грађанима.
У пролеће 1843. Тајлерова администрација је послала извршног агента Дафа Грина у Европу да прикупи обавештајне податке и организује преговоре о територијалном споразуму са Великом Британијом у вези са Орегоном; такође је радио са америчким министром у Француској, Луисом Касом, да осујети напоре великих европских сила да сузбије трговину поморским робљем. Грин је известио секретара Апшура у јулу 1843. да је открио „заверу о позајмици“ америчких аболициониста, у савезу са лордом Абердином, британским министром спољних послова, да обезбеде средства Тексашанима у замену за еманципацију својих робова. Министар Еверет је био задужен да утврди суштину ових поверљивих извештаја који се односе на заверу у Тексасу. Његове истраге, укључујући личне интервјуе са лордом Абердином, закључиле су да је британски интерес за интриге аболициониста био слаб, што је у супротности са уверењем државног секретара Апшура да Велика Британија манипулише Тексасом. Иако непоткрепљени, Гринови незванични обавештајни подаци су толико узнемирили Тајлера да је затражио верификацију од америчког министра у Мексику, Вадија Томпсона.
Џон К. Калхун из Јужне Каролине, екстремиста за ропство, саветовао је секретара Апшура да су британски планови о америчком ропству стварни и да захтевају хитну акцију како би се спречило преузимање Тексаса од стране Уједињеног Краљевства. Када је Тајлер у септембру потврдио да је британски министар спољних послова Абердин подстакао детант између Мексика и Тексаса, наводно притискајући Мексико да управља Тексасом ка еманципацији својих робова, Тајлер је одмах реаговао. 18. септембра 1843, у консултацији са секретаром Апшуром, наредио је да се отворе тајни разговори са тексашким министром у Сједињеним Државама Исаком ван Зантом ради преговора о анексији Тексаса. Преговори лицем у лице започели су 16. октобра 1843.

#### Преговори Тексас-Мексико-Уједињено Краљевство
До лета 1843. администрација Тексаса на челу са Семом Хјустоном поново је започела преговоре с мексичком владом о могућем договору који би Тексасу омогућио самоуправу – вероватно као држави у оквиру Мексика, уз посредништво Велике Британије. Тексашки званичници осећали су се примораним на овај корак услед чињенице да администрација председника Тајлера није успевала да спроведе ефикасну кампању за анексију Тексаса. Како су се приближавали амерички председнички избори 1844. године, руководство и Демократске и Виговске странке остало је одлучно против придруживања Тексаса Сједињеним Државама.
Могућности споразума између Тексаса и Мексика које су биле разматране укључивале су аутономни статус Тексаса унутар Мексика или независну републику, под условом да Тексас ослободи робове након што добије међународно признање.
Иако се Ван Зант лично залагао за анексију Сједињеним Државама, није имао овлашћења да преговара о том питању са америчком владом. У том тренутку, тексашки званичници били су интензивно ангажовани у преговорима с мексичким дипломатама, уз подршку Велике Британије. Њихова главна брига није било британско мешање у питање ропства – енглеске дипломате нису ни покретале то питање – већ избегавање даљих сукоба с Мексиком.
Упркос томе, амерички државни секретар Апшур упорно је покушавао да придобије тексашке дипломате за преговоре о анексији. У јануару 1844. године упутио је директан апел председнику Сему Хјустону, уверивши га да је политичка клима у Сједињеним Државама сада повољнија за пријем Тексаса у Унију и да би Сенат могао обезбедити потребну двотрећинску већину за ратификацију споразума.
Тексашани су, међутим, оклевали да наставе преговоре са САД без јасних писаних гаранција о америчкој војној заштити. Сматрали су да је мексички војни напад на Тексас веома вероватан у тренутку када преговори постану јавни. Ако би Сенат одбацио споразум о анексији, Тексас би остао сам у могућем рату против Мексика. Будући да је право објаве рата припадало искључиво Конгресу, администрација председника Тајлера није имала уставна овлашћења да званично обавеже САД на одбрану Тексаса. Ипак, када је секретар Апшур усмено гарантовао војну подршку, председник Хјустон је, одговарајући на апеле тексашког Конгреса из децембра 1843, дао одобрење за поновно покретање преговора о анексији.

### Преговори о споразуму између САД и Тексаса
Док је секретар Апшур убрзавао тајне разговоре о споразуму, мексичке дипломате су сазнале да се воде преговори између САД и Тексаса. Мексички министар у САД Хуан Алмонте суочио је Апшура са овим извештајима, упозоравајући га да ће Мексико прекинути дипломатске односе и одмах објавити рат, ако Конгрес одобри уговор о анексији. Секретар Апшур је избегао и одбацио оптужбе и наставио са преговорима. У тандему са напредовањем са тексашким дипломатама, Апшур је тајно лобирао код америчких сенатора да подрже анексију, дајући законодавцима убедљиве аргументе који повезују преузимање Тексаса са националном безбедношћу и домаћим миром. Почетком 1844. Апшур је успео да увери тексашке званичнике да је 40 од 52 члана Сената обећано да ће ратификовати споразум Тајлер-Тексас, више од двотрећинске већине потребне за усвајање. Тајлер је у свом годишњем обраћању Конгресу у децембру 1843. ћутао о тајном споразуму, како не би нарушио односе са опрезним тексашким дипломатама. Током читавог времена, Тајлер је чинио све што је у његовој моћи да задржи преговоре у тајности, не помињући у јавности јединствену потрагу своје администрације за Тексасом.
Уговор Тајлер-Тексас био је у завршној фази када су његови главни архитекти, секретар Апшур и секретар морнарице Томас В. Гилмер, погинули у несрећи на броду УСС Принцетон 28. фебруара 1844, само дан након што су постигли прелиминарни нацрт споразума са Републиком Тексас. Катастрофа у Принстону се показала као велики корак за анексију Тексаса, јер је Тајлер очекивао да ће секретар Апшур измамити критичку подршку од Вига и демократских сенатора током предстојећег процеса ратификације уговора. Тајлер је изабрао Џона К. Калхуна да замени Апшура на месту државног секретара и да финализује споразум са Тексасом. Избор Калхуна, веома цењеног али контроверзног америчког државника, ризиковао је да унесе политички поларизирајући елемент у тексашке дебате, али Тајлер га је ценио као снажног заговорника анексије.

#### Роберт Ј. Вокер и „сигурносни вентил”
Пошто су Тајлер-Апшур тајни преговори о анексији са Тексасом били близу краја, сенатор Роберт Ј. Вокер из Мисисипија, кључни Тајлеров савезник, издао је широко распрострањено и веома утицајно писмо, репродуковано као памфлет, излажући аргументе за хитну анексију. У њему, Вокер је тврдио да Тексас може добити Конгрес на више начина – сви у складу са Уставом – и да је морални ауторитет да се то учини засновано на правилима за територијалну експанзију коју су успоставили Џеферсон и Медисон, а коју је Монро прогласио као доктрину 1823. Полемика сенатора Вокера понудила је анализу значаја Тексаса у погледу ропства и расе. Замишљао је Тексас као коридор кроз који би и слободни и поробљени Афроамериканци могли да се „дифузују“ ка југу у постепеном егзодусу који би на крају обезбедио радну снагу у централноамеричким тропским крајевима и временом испразнио Сједињене Државе од робовске популације.
Ова теорија „сигурносног вентила“ је „апеловала на расне страхове северних белаца“ који су се плашили могућности да апсорбују еманциповане робове у своје заједнице ако се институција ропства уруши на југу. Ова шема за расно чишћење била је конзистентна, на прагматичном нивоу, са предлозима за прекоокеанску колонизацију црнаца, које су спроводили бројни амерички председници, од Џеферсона до Линколна. Вокер је учврстио своју позицију подижући забринутост за националну безбедност, упозоравајући да ће, у случају да анексија не успе, Велика Британија натерати Републику Тексас да ослободи своје робове, предвиђајући опасан дестабилизујући утицај на југозападне робовласничке државе. Памфлет је окарактерисао аболиционисте као издајнике који су се уротили са Британцима да сруше Сједињене Државе.
Варијација Тајлерове „дифузионе“ теорије, играла је на економске страхове у периоду када се тржишта основних усева заснована на робовима још нису опоравила од панике из 1837. године. Тексашки „пут за бекство“ који је замислио Вокер обећавао је повећање потражње за робовима у плодним регионима Тексаса за узгој памука, као и новчану вредност робова. Власницима плантажа сиромашним готовином у старијем источном југу обећано је тржиште за вишак робова уз профит. Анексија Тексаса, написао је Вокер, би елиминисала све ове опасности и „учврстила целу Унију“.
Вокеров памфлет је изнео оштре захтеве за Тексас од експанзиониста који се залажу за ропство на југу; на северу је омогућио експанзионистима који се боре против ропства да прихвате Тексас, а да не изгледају као да су повезани са екстремистима за ропство. Његове претпоставке и анализа „уобличили су и уоквирили дебате о анексији, али његове премисе су у великој мери остале непроцењиве међу штампом и јавношћу.

## Уговор Тајлер-Тексас и избори 1844
Споразум Тајлер-Тексас, потписан 12. априла 1844, био је уоквирен да уведе Тексас у Унију као територију, сходно уставним протоколима. Наиме, Тексас би уступио сву своју државну земљу Сједињеним Државама, а савезна влада би преузела сав свој обвезнички дуг, до 10 милиона долара. Границе територије Тексаса остале су неодређене. Четири нове државе би на крају могле бити исклесане из бивше републике – три од њих ће вероватно постати ропске државе. Свака алузија на ропство је изостављена из документа како се не би супротставила осећања против ропства током сенатских дебата, али је предвиђала „очување целокупне имовине [Тексаса] која је обезбеђена у нашим домаћим институцијама“.
По потписивању уговора, Тајлер је удовољио захтеву Тексашана за војном и поморском заштитом, распоређујући трупе у тврђаву Џесап у Луизијани и флоту ратних бродова у Мексички залив. У случају да Сенат не успе да усвоји споразум, Тајлер је обећао тексашким дипломатама да ће званично подстаћи оба дома Конгреса да успоставе Тексас као државу Уније према одредбама одобреним у Уставу. Тајлеров кабинет је подељен у погледу администрације поступања са тексашким споразумом. Војни секретар Вилијам Вилкинс јавно је похвалио услове анексије, хвалећи економске и геостратешке користи у односу на Велику Британију. Секретар финансија Џон К. Спенсер био је узнемирен уставним импликацијама Тајлерове примене војне силе без одобрења Конгреса, што представља кршење поделе власти. Одбијајући да пребаци средства за непредвиђене случајеве за поморску мобилизацију, поднео је оставку.
Тајлер је Сенату поднео свој уговор за припајање, достављен 22. априла 1844, где је за ратификацију била потребна двотрећинска већина. Државни секретар Калхун (који је преузео дужност 29. марта 1844) је послао писмо британском министру Ричарду Пакенхаму осуђујући британско мешање против ропства у Тексасу. Укључио је Пакенхaмово писмо уз Тајлеров закон, намеравајући да створи осећај кризе у јужним демократама. У њему је окарактерисао ропство као друштвени благослов, а стицање Тексаса као хитну меру неопходну да би се заштитила „посебна институција“ у Сједињеним Државама. Чинећи то, Тајлер и Калхун су настојали да уједине југ у крсташком рату који би северу поставио ултиматум: подржати анексију Тексаса или изгубити југ.

### Тајлер и Полк председничка номинација
Председник Тајлер је очекивао да ће се о његовом уговору тајно расправљати на извршној седници Сената. Међутим, мање од недељу дана након отварања дебата, уговор, повезана интерна преписка и Пакенхамово писмо су процурили у јавност. Природа преговора Тајлера и Тексаса изазвала је национално негодовање, јер „изгледа да документи потврђују да је једини циљ анексије Тексаса очување ропства“. Мобилизација снага против анексије на северу ојачала је непријатељство обе главне странке према Тајлеровој агенди. Водеће председничке наде обе странке, демократа Мартин ван Бјурен и виг Хенри Клеј, јавно су осудили споразум. Анексија Тексаса и поновна окупација територије Орегона појавили су се као централна питања на општим изборима 1844. године.
Као одговор, Тајлер, који је већ избачен из Виговске партије, брзо је почео да организује трећу странку у нади да ће навести демократе да прихвате про-експанзионистичку платформу. Кандидатуром као кандидат треће стране, Тајлер је запретио да ће извући гласаче демократа који су за анексију; Нејединство демократске странке значило би избор Хенрија Клеја, чврстог анти тексашког вига. Делегати који се залажу за анексију међу јужним демократама, уз помоћ бројних делегата са севера, блокирали су кандидата против експанзије Мартина ван Бјурена на конвенцији, који је уместо тога номиновао заговорника експанзије Манифестне судбине, Џејмса К. Полка из Тенесија. Полк је ујединио своју странку под заставом преузимања Тексаса и Орегона.
У августу 1844, у јеку кампање, Тајлер се повукао из трке. Демократска странка је тада била недвосмислено посвећена анексији Тексаса, а Тајлер је, уверен од стране Полкових изасланика да ће као председник извршити анексију Тексаса, позвао своје присталице да гласају за демократе. Полк је тесно победио Вига Хенрија Клеја на изборима у новембру. Победничке демократе су биле спремне да преузму Тексас према доктрини изабраног председника Полка о Манифестној судбини, а не на агенди Тајлера и Калхуна за ропство.

## Дебата у Конгресу о анексији

### Пораз споразума Тајлер-Тексас у Сенату
Као уговорни документ са страном државом, споразум о анексији Тајлера и Тексаса захтевао је подршку двотрећинске већине у Сенату за усвајање. Али у ствари, када је Сенат гласао о тој мери 8. јуна 1844. године, две трећине је гласало против споразума (16–35). Гласање је ишло углавном по партијској линији: виговци су се противили готово једногласно (1–27), док су се демократе поделиле, али су великом већином гласале за (15–8). Изборна кампања је учврстила партизанске позиције у Тексасу међу демократама. Тајлер је очекивао да ће та мера пропасти, углавном због ефеката поделе Пакенхамовог писма секретара Калхуна. Не узнемирен, он је званично затражио од Представничког дома да размотри друга уставна средства за одобравање усвајања споразума. Конгрес је прекинуо рад пре расправе о том питању.

### Поновно увођење као заједничка резолуција
Исти Сенат који је одбацио споразум Тајлер-Калхун са разликом од 2:1 у јуну 1844. поново се окупио децембра 1844. на краткој седници. (Иако су демократе које су се залагале за анексију оствариле успех на јесењим изборима, ти законодавци – 29. Конгрес – неће преузети дужност до марта 1845. )  Председник Тајлер, који је још увек покушавао да анексира Тексас у последњим месецима своје администрације, желео је да избегне још једно неодољиво одбијање Сената његовог споразума. У свом годишњем обраћању Конгресу 4. децембра, он је победу Полка прогласио мандатом за анексију Тексаса  и предложио да Конгрес усвоји заједничку процедуру резолуције којом би проста већина у сваком дому могла да обезбеди ратификацију Тајлеровог споразума. Овим методом би се избегао уставни услов двотрећинске већине у Сенату. Довођење Представничког дома у једначину било је добро за анексију Тексаса, пошто је проанексијска Демократска странка имала скоро 2:1 већину у том дому.
Поновним подношењем дискредитованог уговора путем закона који је спонзорисао Представнички дом, Тајлерова администрација је поново покренула међусобна непријатељства због пријема Тексаса. И северни демократски и јужни виговски конгресмени били су збуњени локалном политичком агитацијом у својим матичним државама током председничких кампања 1844. године. Сада су се северне демократе нашли подложни оптужбама за смиривање свог јужног крила ако би капитулирали пред Тајлеровим одредбама о проширењу ропства. С друге стране, ентузијазам Манифестне судбине на северу ставио је политичаре под притисак да одмах приме Тексас у Унију.
У расправама у Представничком дому изнети су уставни приговори о томе да ли оба дома Конгреса могу уставом одобрити пријем територија, а не држава. Штавише, ако би Република Тексас, нација са сопственим правом, била примљена као држава, њене територијалне границе, имовински односи (укључујући робовску имовину), дугови и јавна земљишта захтевали би споразум који је ратификовао Сенат. Демократе су биле посебно узнемирене због оптерећивања Сједињених Држава са 10 милиона долара дуга Тексаса, негодујући због поплаве шпекуланата, који су јефтино куповали тексашке обвезнице и сада лобирали у Конгресу за предлог закона о анексији Тексаса у Представничком дому. Демократе из Представничког дома, у ћорсокаку, препустили су законодавну иницијативу јужним виговцима.

### Амандман Браун-Фостер
Законодавци против тексашких виговаца изгубили су више од Беле куће на општим изборима 1844. У јужним државама Тенеси и Џорџија, упоришта Вига на општим изборима 1840. године, подршка гласача је нагло опала због узбуђења за анексију на Дубоком југу — и Клеј је изгубио сваку државу Дубоког Југа од Полка. Бескомпромисно непријатељство северних виговаца према ширењу ропства све више је карактерисало странку, а јужни чланови, по удружењу, патили су од оптужби да су „меки према Тексасу, дакле меки према ропству“ од стране јужњачких демократа. Суочени са тркама у конгресима и губернаторима 1845. у својим матичним државама, један број јужњачких виговаца покушао је да избрише тај утисак у погледу закона Тајлер-Тексас.
Јужни виговци у Конгресу, укључујући представника Милтона Брауна и сенатора Ефраима Фостера, обојица из Тенесија, и представника Александера Стивенса из Џорџије сарађивали су на увођењу амандмана Представничког дома 13. јануара 1845. који је осмишљен да побољша добит робовласника. у Тексасу изван оних које нуди предлог закона о споразуму Тајлер-Калхун који спонзорише демократе. Закон је предложио да се Тексас призна као робовска држава која би задржала сву своју огромну државну земљу, као и свој обвезнички дуг настао од 1836. Штавише, Браунов амандман би делегирао америчкој влади одговорност за преговоре о спорној граници између Тексаса и Мексика. Питање је било критично, јер би се величина Тексаса знатно повећала ако би се међународна граница поставила на ријеци Рио Гранде, са својим извориштем у Стеновитим планинама, умјесто на традиционално признатој граници на реци Нуецес, 100 миља северно. Док је споразум Тајлер-Калхун предвиђао организацију укупно четири државе из земаља Тексаса – три које ће се вероватно квалификовати као робовске државе – Браунов план би дозволио законодавцима државе Тексас да конфигуришу укупно пет држава из свог западног региона, са тим јужно од 36°30' компромисне линије Мисурија унапред овлашћене да дозволе ропство државности, ако их Тексас одреди као такве.
Политички, Браунов амандман је осмишљен тако да прикаже јужне виговце као „још ватреније шампионе ропства и југа, него јужне демократе“. Предлог закона је такође послужио да их се разликује од њихових северних виговских колега који су ову контроверзу, као што је Калхун учинио, стриктно против ропства. Док су скоро сви северни виговци одбацили Браунов амандман, демократе су брзо кооптирале закон, обезбеђујући гласове неопходне да се приложе услов Тајлеровој заједничкој резолуцији, са 118 према 101 гласом. Јужне демократе подржале су закон скоро једногласно (59–1), док су се северне демократе снажно поделе за (50–30). Осам од осамнаест јужњачких виговаца је гласало за. Северни виговци су га једногласно одбили. Дом је 25. јануара 1845. одобрио измењени тексашки споразум . Гласање у Дому је било једно у којем је страначка припадност преовладала над оданошћу у секцији. Предлог закона је истог дана прослеђен Сенату на расправу.

### Компромис Бентон Сената
Почетком фебруара 1845, када је Сенат почео да расправља о Брауновом измењеном Тајлеровом споразуму, његово усвајање се чинило мало вероватним, пошто је подршка "нестајала". Партијска опредељења у Сенату била су близу паритета, 28–24, благо у корист виговаца. Демократе у Сенату би захтевале неподељену подршку својих колега и три или више виговаца који би били спремни да пређу партијске линије да би усвојили споразум измењен у Дому. Чињеница да је сенатор Фостер саставио амандман Представничког дома који се разматра побољшала је изгледе за пролаз у Сенат.
Сенатор против анексије Томас Харт Бентон из Мисурија био је једини јужни демократа који је гласао против мере Тајлер-Тексас у јуну 1844. Његов првобитни предлог за анексирани Тексас био је оличење националног компромиса, по којем би Тексас био подељен на два дела, пола робова и пола слободног тла. Како је расположење за анексију расло у његовој матичној држави, Бентон се повукао од ове компромисне понуде. До 5. фебруара 1845. године, у раним расправама о предлогу закона о изменама и допунама закона у Дому, он је изнео алтернативну резолуцију која, за разлику од Брауновог сценарија, уопште није упућивала на коначну расподелу анектираног Тексаса за слободне робове и једноставно је позивала на пет двопартијски комесари да реше граничне спорове са Тексасом и Мексиком и поставе услове за преузимање Lone Star Republic од стране Сједињених Држава.
Бентонов предлог је имао за циљ да смири северне демократе против ропства (који су желели да у потпуности елиминишу споразум Тајлер-Калхун, пошто је о њему преговарано у име експанзиониста ропства) и омогући да се одлука пренесе на будуће -инаугурисан демократски изабрани председник Џејмс К. Полк. Новоизабрани председник Полк је изразио жарку жељу да се анексија Тексаса изврши пре него што је ушао у Вашингтон пре своје инаугурације 4. марта 1845, истог дана када је Конгрес завршио своју седницу. Својим доласком у престоницу открио је да су фракције Бентона и Брауна у Сенату "парализоване" због закона о анексији Тексаса. По савету свог будућег министра финансија Роберта Ј. Вокера, Полк је позвао демократе у Сенату да се уједине под двоструком резолуцијом која би укључивала и Бентонову и Браунову верзију анексије, остављајући доношење закона Полковом нахођењу када преузео је дужност. У приватним и одвојеним разговорима са присталицама и планова Брауна и Бентона, Полк је оставио сваку страну са „утиском да ће управљати њиховом [одговарајућом] политиком. Полк је мислио оно што је рекао јужњацима и желео је да изгледа пријатељски према фракцији Ван Бјуренит.“  Полково поступање по овом питању имало је ефекат уједињења северних демократа Сената у корист предлога закона о двоструком алтернативном споразуму.
Дана 27. фебруара 1845. године, мање од недељу дана пре Полкове инаугурације, Сенат је гласао са 27 према 25 за пријем Тексаса, на основу Тајлерових протокола о усвајању просте већине. Сва двадесет четири демократа гласала су за ту меру, а придружила су им се и три јужњачка вига. Бентон и његови савезници су били уверени да ће Полк деловати да успостави источни део Тексаса као ропску државу; западни део је требало да остане неорганизована територија, не предана ропству. По том схватању, северне демократе су признале своје гласове за дихотомни закон. Следећег дана, у скоро стриктном партијском гласању, мера Бентон-Милтон је усвојена у Представничком дому под контролом демократа. Председник Тајлер је потписао закон следећег дана, 1. марта 1845 (Заједничка резолуција за припајање Тексаса Сједињеним Америчким Државама, Ј. Рес. 8, донета 1. марта 1845, 5 Stat. 797).

## Анексија и пријем
Посланици Сената и Представничког дома који су дали предност Бентоновој верзији закона о припајању Тексаса, добили су уверавања да ће председник Тајлер потписати заједничку меру дома, али ће њено спровођење препустити будућој Полковој администрацији. Али, током свог последњег целог дана на функцији, председник Тајлер је, уз наговор свог државног секретара Калхуна, одлучио да одлучно делује како би побољшао изгледе за тренутну анексију Тексаса. Дана 3. марта 1845, уз сагласност свог кабинета, он је курирском службом послао понуду за припајање Републици Тексас, искључиво под условима Браун-Фостер опције заједничке куће. Секретар Калхун је обавестио новоизабраног председника Полка о акцији, који је одбио без коментара. Тајлер је оправдао свој превентивни потез образложењем да ће Полк вероватно бити под притиском да одустане од хитне анексије и поново отвори преговоре у оквиру Бентонове алтернативе.
Када је председник Полк ступио на дужност (у подне по EST) 4. марта, био је у позицији да опозове Тајлерову депешу и поништи своју одлуку. Десетог марта, након консултација са владом, Полк је подржао Тајлерову акцију и дозволио куриру да настави у Тексас са понудом хитне анексије. Једина модификација је била да се Тексашани подстакну да безусловно прихвате услове анексије. Полкова одлука је била заснована на његовој забринутости да би дуготрајни преговори америчких комесара изложили напоре за анексију страним сплеткама и мешању. Док је Полк држао своје напоре у вези са анексијом поверљивим, сенатори су донели резолуцију којом се захтева званично обелодањивање политике администрације Тексаса. Полк је застао, а када је специјална седница Сената прекинута 20. марта 1845, он није доставио имена америчких комесара у Тексасу. Полк је одбацио оптужбе сенатора Бентона да је обмануо Бентона у његовој намери да подржи нову опцију преговора, изјавивши да „ако су таква обећања и дата, то је било у потпуној заблуди о томе шта сам рекао или мислио“.
Председник Тексаса Џонс је 5. маја 1845. позвао на конвенцију 4. јула 1845. на којој би се размотрила анексија и устав. тексашки конгрес је 23. јуна прихватио заједничку резолуцију Конгреса САД од 1. марта 1845. којом је Тексас припојен Сједињеним Државама и дао сагласност на конвенцију. Тексашка конвенција је 4. јула расправљала о понуди анексије и скоро једногласно је донела уредбу којом се она прихвата.  Конвенција је остала на заседању до 28. августа и усвојила је Устав Тексаса 27. августа 1845. Грађани Тексаса одобрили су уредбу о анексији и нови устав 13. октобра 1845. године.
Председник Полк је 29. децембра 1845. године потписао закон којим бивша Република Lone Star постаје држава Уније (Заједничка резолуција за пријем државе Тексас у Унију, Ј. Рес. 1, донета 29. децембра 1845, 9 Stat. 108 ) Тексас је симболично препустио свој суверенитет Сједињеним Државама на инаугурацији гувернера Џејмса Хендерсона 19. фебруара 1846. године.

## Гранични спорови
Ни заједничка резолуција ни уредба о анексији не садрже језик којим се прецизирају границе Тексаса, и само се уопштено односе на „територију која је правилно укључена у Републику Тексас и која с правом припада Републици Тексас“, и наводи да је нова држава Тексас да се формира „подложно прилагођавању од стране ове [САД] владе свих питања граница која се могу појавити са другим владама“. Према Џорџу Локхарту Рајвсу, „Тај уговор је био изричито уоквирен тако да границе Тексаса остају недефинисани, а заједничка резолуција следеће зиме је нацртана на исти начин. Очекивало се да би ово могло отворити пут преговорима, у току којих би се цео предмет граница Мексика, од Залива до Пацифика, могао преиспитати, али ове наде су биле узалудне.“
Постојао је стални гранични спор између Републике Тексас и Мексика пре анексије. Тексас је тврдио да је Рио Гранде своју границу на основу уговора из Веласка, док је Мексико тврдио да је то река Нуесес и да није признао независност Тексаса. У новембру 1845. председник Џејмс К. Полк послао је Џона Слајдела, тајног представника, у Мексико Сити са новчаном понудом мексичкој влади за спорну земљу и друге мексичке територије. Мексико није био склон нити у стању да преговара због нестабилности у својој влади  и популарног националистичког расположења против такве продаје. Слајдел се вратио у Сједињене Државе, а Полк је наредио генералу Закарију Тејлору да постави гарнизон на јужну границу Тексаса, како је дефинисала бивша Република, 1846. године. Тејлор се преселио у Тексас, игноришући мексичке захтеве да се повуче, и марширао чак на југ до Рио Грандеа, где је почео да гради утврђење близу ушћа реке у Мексички залив. Мексичка влада је ову акцију сматрала кршењем свог суверенитета и одмах се припремила за рат. Након победе Сједињених Држава и потписивања Уговора из Гвадалупе Идалга, Мексико је уступио своја потраживања Тексасу и границу Рио Грандеа су прихватиле обе земље.

## Заједнички преседан резолуције и наслеђе: Хаваји
Формална контроверза око легалности анексије Тексаса произилази из чињенице да је Конгрес одобрио анексију Тексаса као државе, а не територије, са простом већином у сваком дому, уместо да анексира земљу споразумом Сената, као што је учињено са индијанским земљама. Тајлеров ванзаконски маневар заједничког решавања из 1844. превазишао је строге конструктивистичке прописе, али га је Конгрес усвојио 1845. као део компромисног закона. Успех анексије заједничке куће у Тексасу поставио је преседан који ће бити примењен на анексију Хаваја 1897.
Републикански председник Бенџамин Харисон (1889–1893) покушао је 1893. да анексира Хаваје путем споразума Сената. Када то није успело, од њега је затражено да размотри преседан у заједничкој кући Тајлера; он је одбио. Демократски председник Гровер Кливленд (1893–1897) није тежио анексији Хаваја. Када је председник Вилијам Макинли преузео дужност 1897. године, брзо је оживео очекивања међу територијалним експанзионистима када је поново поднео закон о преузимању Хаваја. Када двотрећинска подршка Сената није стигла, одбори у Дому и Сенату су се експлицитно позвали на Тајлеров преседан за резолуцију заједничког дома, која је успешно примењена за одобравање анексије Хаваја у јулу 1898.